# Антимониды кобальта
Антимониды кобальта — неорганические соединения металла кобальта и сурьмы,
серые кристаллы.
| Состав | Мол. масса | Свойства | Получение |
| ------ | ---------- | --- | --------- |
| CoSb   | 180,69     | d=8,82 г/см³, Тпл.=1202°С, гексагональная сингония, пространственная группа P 6/mmc, параметры ячейки a = 0,3866 нм, c = 0,5188 нм, Z = 2, металлическая проводимость |           |
| CoSb2  | 302,45     | d=8,24 г/см³, Тпл.=919°С, ромбическая сингония, пространственная группа P nnm, параметры ячейки a = 0,320 нм, b = 0,578 нм, c = 0,641 нм, полупроводник               |           |
| CoSb3  | 424,21     | d=7,62 г/см³, Тпл.=859°С, полупроводник |           |